# Dearborn County
Dearborn County ist ein County im US-Bundesstaat Indiana der Vereinigten Staaten. Der Sitz der Countyverwaltung (County Seat) ist in Lawrenceburg.

## Geographie
Das County liegt fast im äußersten Südosten von Indiana, grenzt im Osten an Ohio, ist im Süden etwa 40 km von Kentucky entfernt und hat eine Fläche von 795 Quadratkilometern, wovon fünf Quadratkilometer Wasserfläche sind. Es grenzt im Uhrzeigersinn an folgende Countys: Franklin County, Butler County (Ohio), Hamilton County, Boone County, Ohio County und Ripley County.

## Geschichte

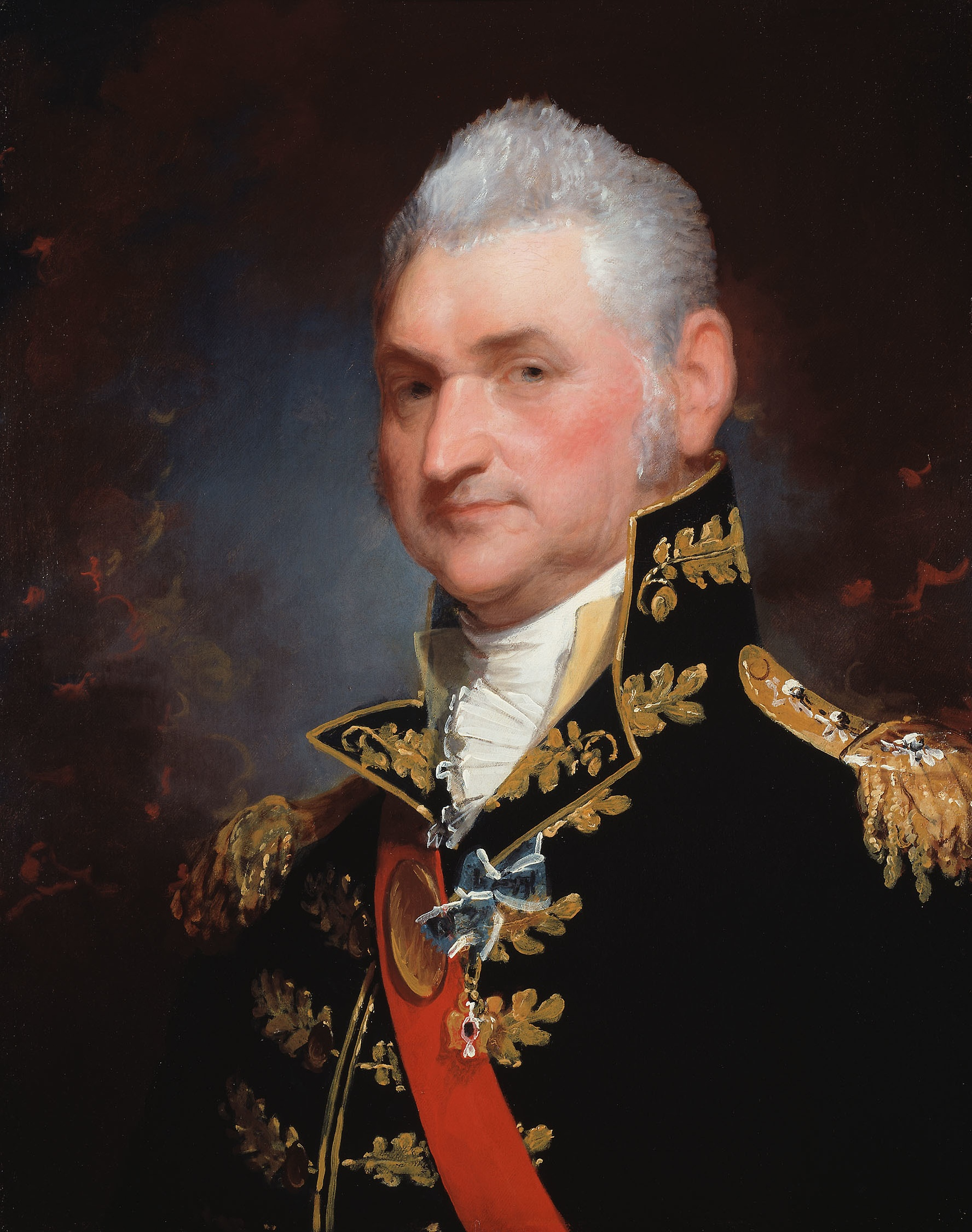
Henry Dearborn

Dearborn County wurde am 7. März 1803 aus Teilen des Clark County gebildet. Benannt wurde es nach Henry Dearborn, einem Offizier im Amerikanischen Unabhängigkeitskrieg sowie im Britisch-Amerikanischen Krieg von 1812 und späteren Kriegsminister unter Thomas Jefferson zu der Zeit, als das County gebildet wurde.
Lawrenceburg wurde als Sitz der Countyverwaltung ausgewählt, da es fast zentral im County lag und der Knotenpunkt zweier wichtiger Eisenbahnlinien war, die zwei verschiedene Regionen anliefen.
Im Dearborn County liegt eine National Historic Landmark, das Thomas Gaff House. Insgesamt sind 25 Bauwerke und Stätten des Countys im National Register of Historic Places eingetragen (Stand 1. September 2017).
Das verarmte County hat die bundesweit höchste Rate an Strafgefangenen pro Kopf (114 auf 10000).

## Demografische Daten

Alterspyramide des Dearborn County

Nach der Volkszählung im Jahr 2000 lebten im Dearborn County 46.109 Menschen in 16.832 Haushalten und 12.775 Familien. Die Bevölkerungsdichte betrug 58 Einwohner pro Quadratkilometer. Ethnisch betrachtet setzte sich die Bevölkerung zusammen aus 98,06 Prozent Weißen, 0,62 Prozent Afroamerikanern, 0,16 Prozent amerikanischen Ureinwohnern, 0,26 Prozent Asiaten, 0,03 Prozent Bewohnern aus dem pazifischen Inselraum und 0,18 Prozent aus anderen ethnischen Gruppen; 0,68 Prozent stammten von zwei oder mehr Ethnien ab. 0,58 Prozent der Bevölkerung waren spanischer oder lateinamerikanischer Abstammung.
Von den 16.832 Haushalten hatten 37,4 Prozent Kinder unter 18 Jahre, die mit ihnen im Haushalt lebten. 62,5 Prozent waren verheiratete, zusammenlebende Paare, 9,6 Prozent waren allein erziehende Mütter und 24,1 Prozent waren keine Familien. 20,1 Prozent waren Singlehaushalte und in 8,1 Prozent lebten Menschen mit 65 Jahren oder darüber. Die Durchschnittshaushaltsgröße betrug 2,71 und die durchschnittliche Familiengröße lag bei 3,13 Personen.
27,6 Prozent der Bevölkerung waren unter 18 Jahre alt, 7,7 Prozent zwischen 18 und 24, 30,2 Prozent zwischen 25 und 44 Jahre. 23,3 Prozent zwischen 45 und 64 und 11,2 Prozent waren 65 Jahre alt oder älter. Das Durchschnittsalter betrug 36 Jahre. Auf 100 weibliche Personen kamen 98,1 männliche Personen. Auf 100 Frauen im Alter von 18 Jahren und darüber kamen 96 Männer.
Das jährliche Durchschnittseinkommen eines Haushalts betrug 48.899 USD, das Durchschnittseinkommen der Familien 54.806 USD. Männer hatten ein Durchschnittseinkommen von 38.687 USD, Frauen 26.148 USD. Das Prokopfeinkommen betrug 20.431 USD. 4,8 Prozent der Familien und 6,6 Prozent der Bevölkerung lebten unterhalb der Armutsgrenze.

## Orte im County
- Aurora
- Bonnell
- Braysville
- Bright
- Chesterville
- Cochran
- Cold Springs
- Dillsboro
- Dover
- Farmers Retreat
- Greendale
- Guilford
- Hardinsburg
- Hidden Valley
- Homestead
- Hubbells Corner
- Kyle
- Lawrenceburg
- Lawrenceburg Junction
- Lawrenceville
- Logan
- Manchester
- Moores Hill
- Mount Sinai
- New Alsace
- Oldtown
- Saint Leon
- Sparta
- Texas
- Utah
- Weisburg
- West Harrison
- Westside
- Wilmington
- Wrights Corner
- Yorkville

Townships
- Caesar Creek Township
- Center Township
- Clay Township
- Harrison Township
- Hogan Township
- Jackson Township
- Kelso Township
- Lawrenceburg Township
- Logan Township
- Manchester Township
- Miller Township
- Sparta Township
- Washington Township
- York Township